# 23732 Чойсиндже
23732 Чойсиндже (23732 Choiseungjae) — астероїд головного поясу, відкритий 21 квітня 1998 року.
Тіссеранів параметр щодо Юпітера — 3,553.